# Lista de deístas
Esta é uma lista parcial de pessoas que foram categorizadas como deistas, a crença em  Deus baseada apenas na religião natural, ou na crença de verdades religiosas descobertas pelos individuos através do processo de raciocínio, independente de qualquer revelação mediante a escrituras ou livros tidos como "sagrados" ou profetas. Elas foram selecionadas por sua influência sobre o deismo, ou devido a sua fama em outras áreas.
- Adam Smith (1723–1790), Filósofo e economista escocês, considerado o pai da economia moderna[1]
- Antony Flew (1923–), Proeminente filósofo britânico e ex-ateu[2]
- Benjamin Franklin (1706–1790), intelectual americano, um dos fundadores dos Estados Unidos da América[3]
- Brett Gurewitz (1962–), guitarrista e compositor norte-americano da banda de punk rock Bad Religion[4]
- Cicero (106 a.C.–43 a.C.), estadista, advogado, teórico político, filósofo, e constitucionalista romano[5]
- David Hume (1711–1776), Filósofo escocês, um dos principais filósofos do empirismo[6]
- Edward Herbert (1583–1648), Soldado britânico, diplomata, historiador, poeta e filósofo religioso[7]
- Elihu Palmer (1764–1806), Autor americano e defensor do deismo[8]
- Ethan Allen (1738–1789), revolucionário americano e líder guerrilheiro[9]
- Frederico o Grande (1712–1786), Rei Prussiano da dinastia Hohenzollern[10]
- James Madison (1751–1836), político e o quarto presidente dos Estados Unidos da América[11]
- John Locke (1632–1704), influente filósofo inglês no domínio do empirismo[12]
- John Toland (1670–1722), filósofo irlandês, cunhou o termo "panteísmo"[13]
- Lysander Spooner (1808–1887), Anarquista americano, filósofo e abolicionista[14]
- Mark Twain (1835–1910), Autor e humorista americano[15]
- Matthew Tindal (1657–1733), controverso autor inglês cujas obras foram influentes no pensamento iluminista[16]
- Maximilien Robespierre (1758–1794), Revolucionário francês e advogado[17]
- Moses Mendelssohn (1729–1786), Influente filósofo alemão[18]
- Paul Davies (1946–), físico e escritor britânico[19]
- Thomas Jefferson, autor da Declaração de Independência, um dos Pais Fundadores dos Estados Unidos e o 3° presidente dos Estados Unidos[20]
- Thomas Paine (1737–1809), panfletário, revolucionário, radical, inventor, e intelectual inglês[21]
- Victor Hugo (1778–1802), romancista, poeta, dramaturgo, ensaísta, artista, estadista e ativista pelos direitos humanos.,
- Voltaire (1694–1778), escritor do Iluminismo e filósofo francês[22]
- William Hogarth 1697–1764), pintor inglês, artista plástico e cartunista pioneiro[23]